# Fonit
Fonit est un label discographique italien, actif entre 1911 et 1957, année au cours de laquelle la fusion avec Cetra a donné naissance à Fonit Cetra.

## Histoire
La Fonit est fondé à Milan en 1911 à l'initiative de Mario Trevisan, et son nom signifie FONodisco Italiano Trevisan. En peu de temps, il devient l'une des entreprises leader de la discographie italienne , à l'époque, seuls les disques 78 tours étaient pressés. Après la Première Guerre mondiale, il signe des contrats de distribution en Italie pour les labels Polydor et Decca.
Dans les années 1950, Fonit continue à occuper une place importante sur le marché, grâce à des artistes tels que Natalino Otto, Marcel Amont, Gorni Kramer, Peter Van Wood, Nino Taranto et Domenico Modugno qui s'était séparé de la RCA Italiana en 1956.
Dans un acte du 16 décembre 1957, Fonit et Cetra ont décidé de fusionner en une nouvelle société, Fonit Cetra, tout en conservant les deux bureaux (Milan et Turin). la marque Fonit a continué à exister au sein de la nouvelle société jusqu'aux années 1970.